# 19618 Maša
(19618) Maša, denumire internațională (19618) Masa, este un asteroid din centura principală de asteroizi.

## Descriere
19618 Maša este un asteroid din centura principală de asteroizi. A fost descoperit pe 11 august 1999 la Črni Vrh de J. Skvarc. Asteroidul prezintă o orbită caracterizată de o semiaxă mare de 2,35 ua, o excentricitate de 0,21 și o înclinație de 9,1° în raport cu ecliptica.